# Гумпольдскірхен
Гумпольдскірхен (нім. Gumpoldskirchen) — торгове місто Нижньої Австрії та виноробне місто з 4017 мешканцями (станом на 1 січня 2023) на Терменліні.

## Географія
Гумпольдскірхен, єдиний однойменний кадастровий муніципалітет, розташований на лінії термальних ванн і межує з муніципалітетами Гунтрамсдорф, Гааден, Пфаффштеттен і Трайскірхен. Муніципальна територія простягається від рівнинної Віденської улоговини до лісових масивів Анінгера, які вже є частиною Віденського лісу. Гумпольдскірхен не межує з Медлінгом, як можна було б припустити, оскільки між двома містами посеред виноградників також є смуга муніципального району Гунтрамсдорф.

## Культура і пам'ятки

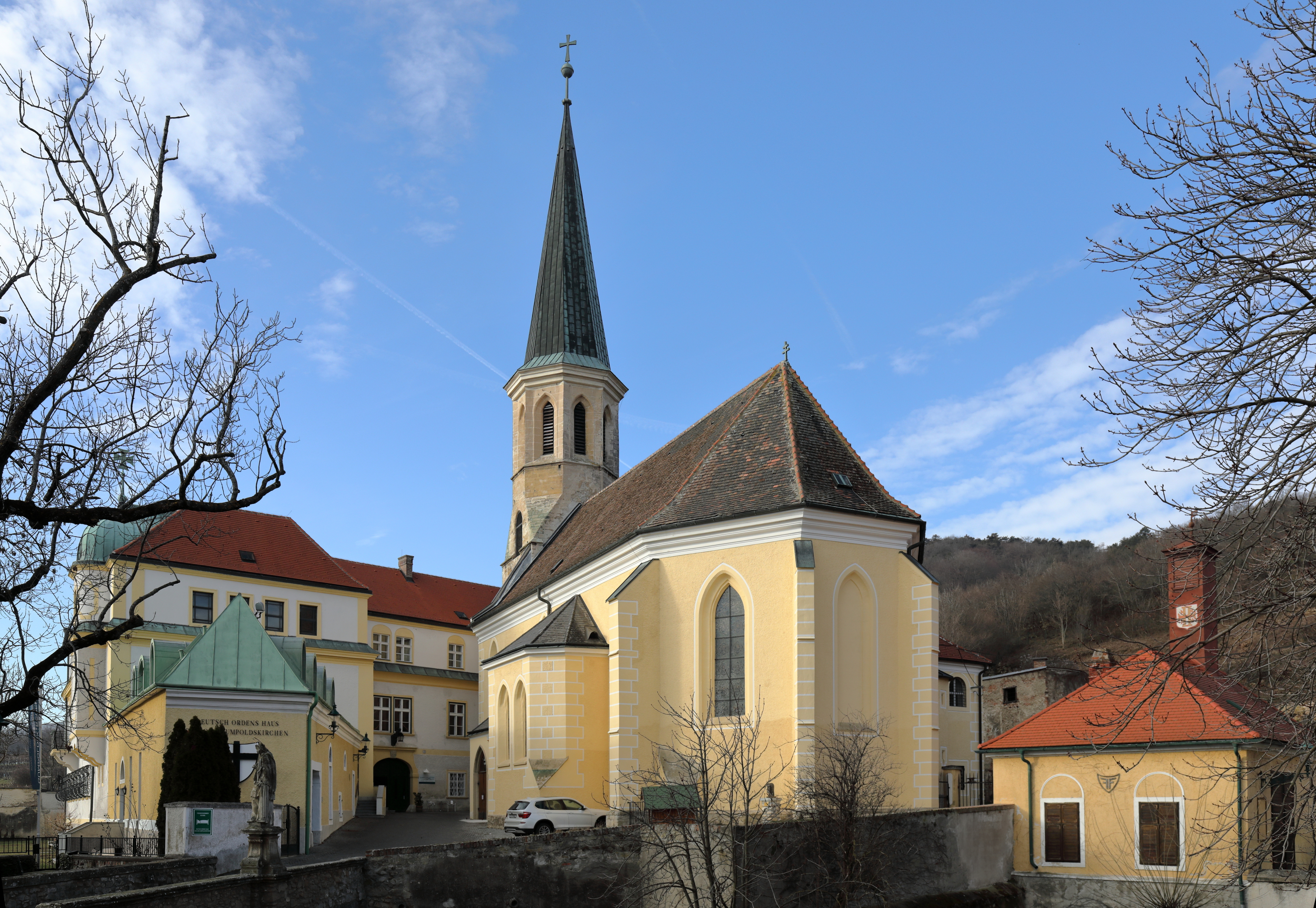
Церковна площа з парафіяльною церквою, замком Тевтонського ордену та колишнім волонтерським арсеналом пожежної команди
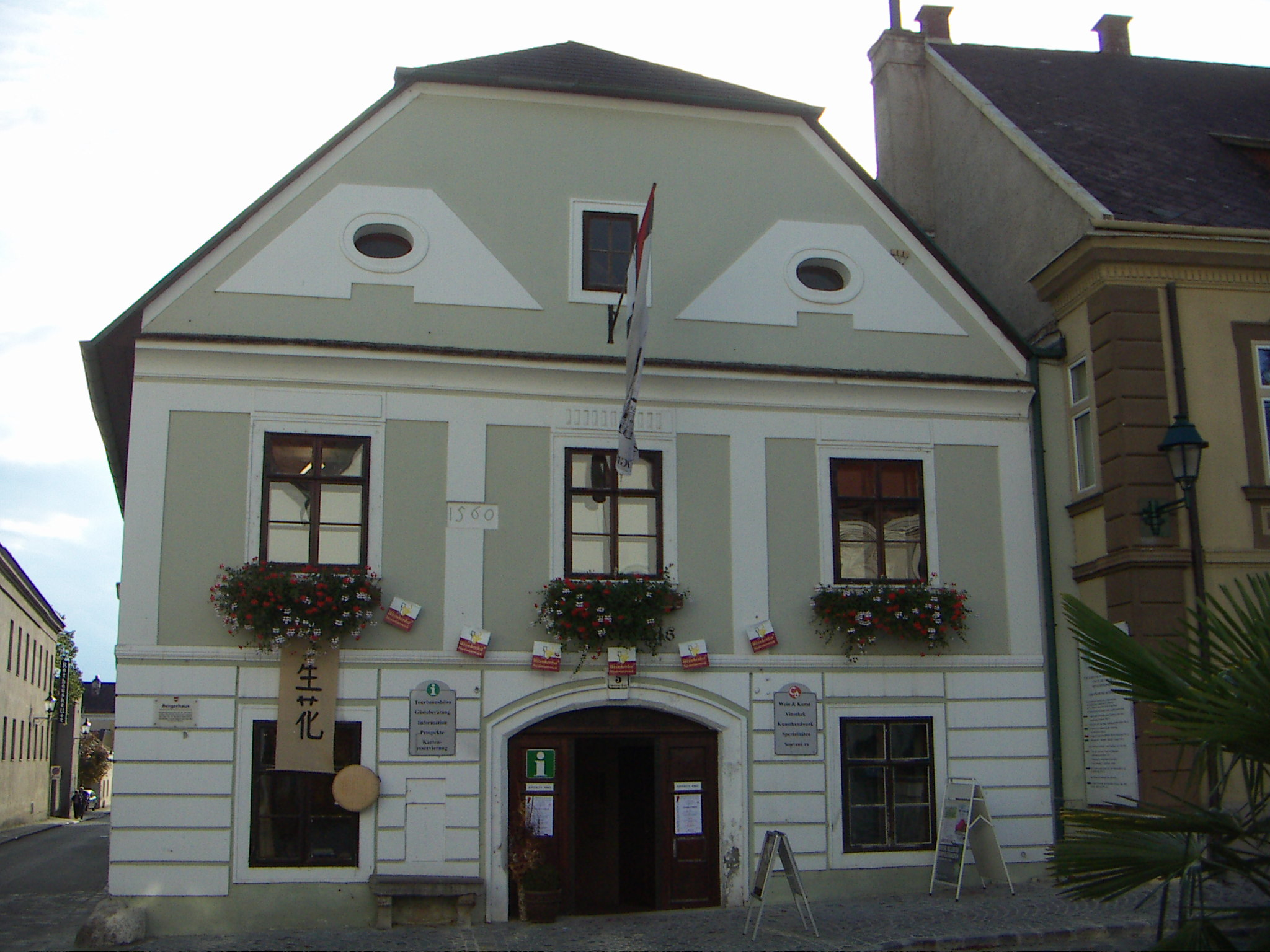
Гірський будинок
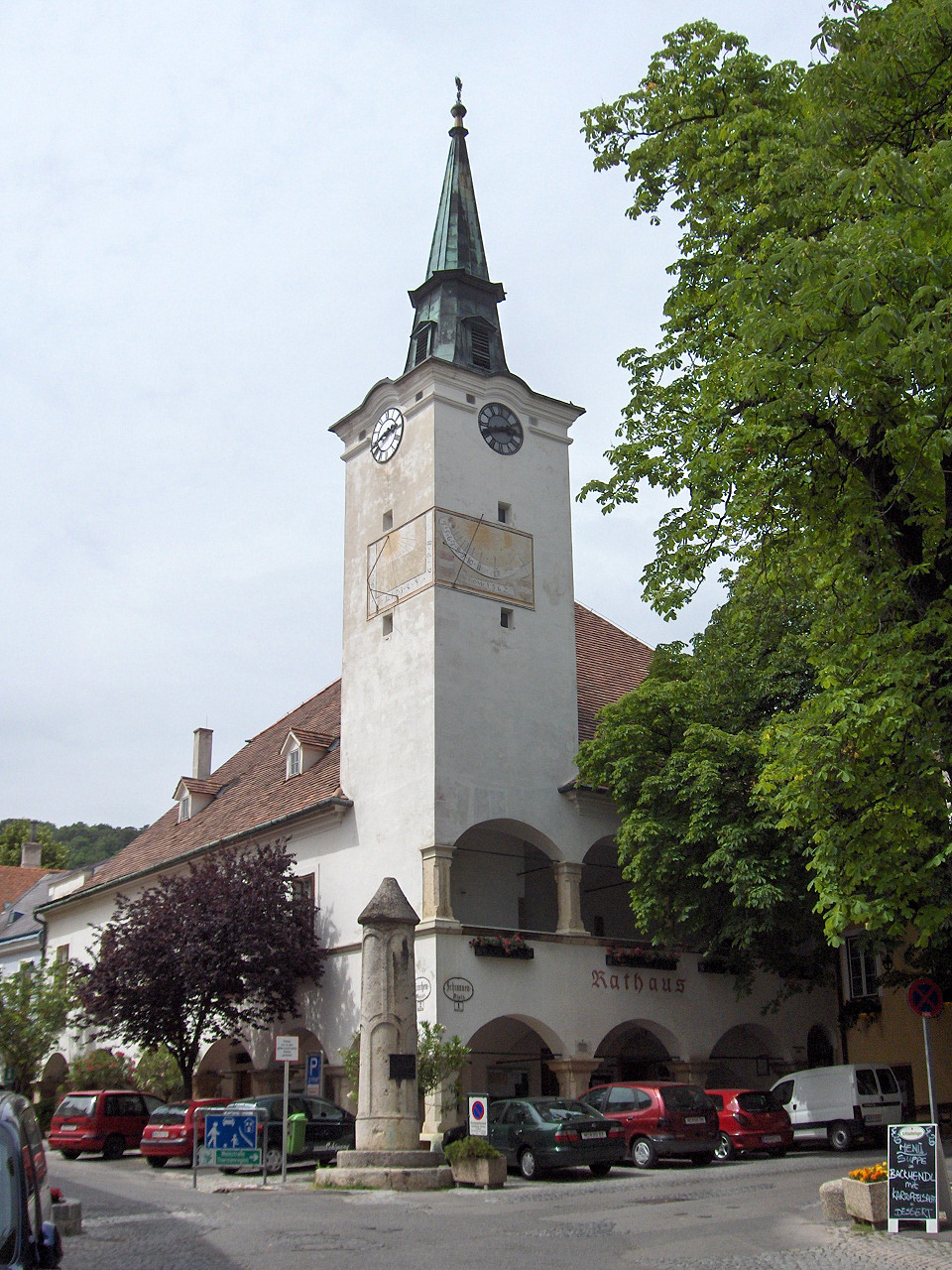
Ратуша з позорним стовпом